# Оратмангун, Рагнар
Рагнар Антониус Мария Оратмангун (индон. Ragnar Anthonius Maria Oratmangoen; 21 января 1998, Осс, Нидерланды) — нидерландский и индонезийский футболист, полузащитник бельгийского клуба «Дендер» и сборной Индонезии.

## Карьера

### Клубная карьера
Оратмангун родился в Оссе, в апреле 2016 стал игроком молодёжной команды НЕК. В декабре 2017 года он подписал шестимесячный арендный контракт с клубом ТОП Осс, вступающий в силу с января 2018 года. После того, как Оратмангун был переведен в резервную команду Йонг НЕК в результате конкуренции в составе на его позиции перед сезоном 2019/2020 годов, 24 июля 2019 года он на правах свободного агента перешёл в «Камбюр», с которым он подписал двухлетний контракт с возможностью продления ещё на один сезон. В мае 2021 года он подписал контракт с Гоу Эхед Иглз, который также выиграл вышел в Эредивизи. 15 апреля 2022 года Оратмангун подписал с «Гронингеном» трёхлетний контракт с возможностью продления еще на два года. 1 сентября 2023 года Оратмангун перешёл на правах аренды в «Фортуну» из Ситтарда, с возможностью выкупа контракта.
13 августа 2024 года перешёл в бельгийский «Дендер», подписав двухлетний контракт до середины 2026 года. 22 сентября дебютировал в чемпионате Бельгии в гостевом матче против «Генка», выйдя на замену вместо Малькольма Вильтора на 59-й минуте. 26 октября забил дебютный гол в матче с «Мехеленом».

### Сборная
7 марта 2024 года Оратмангун был вызван в сборную Индонезии на отборочные матчи чемпионата мира по футболу 2026 года против сборной Вьетнама. 26 марта 2024 года Рагнар забил гол в своём дебютном матче против Вьетнама, который завершился со счетом 3:0, став лучшим игроком матча.

## Личная жизнь
Оратмангоен родился в Нидерландах и является мусульманином индонезийского происхождения, его бабушка и дедушка были выходцами с островов Танимбар, провинции Малуку. Он принял ислам когда ему было 15 лет. Он является родственником посла Индонезии в Китае и Монголии Джаухари Оратмангуна. 18 марта 2024 года Оратмангун официально получил индонезийское гражданство.